# 2S43 Małwa
2S43 Malwa (ros. 2C43 Мальва, pol. ślaz) – rosyjska samobieżna haubicoarmata kalibru 152 mm zaprojektowana przez Centralny Instytut Badawczy „Buriewiestnik” z Niżnego Nowogrodu i produkowana przez zakłady Uralwagonzawod. Konstrukcja została oficjalnie ujawniona przez agencję TASS 20 lipca 2020 roku.
Malwa powstała w ramach projektu badawczo-rozwojowego Sketch zakładającego powstanie nowych systemów artyleryjskich różnego przeznaczenia (wraz z między innymi 2S39 Magnolia i 2S40 Floks). W założeniu miała być systemem o wysokiej mobilności pozwalającym na transport drogą lotniczą. Prace nad nią oraz podobnymi pojazdami rozpoczęły się pod koniec drugiej dekady XXI wieku i do lipca 2020 roku były utajnione.

## Charakterystyka
Pojazd wykorzystuje podwozie kołowe BAZ-6010-027 w układzie 8x8 wyposażone w silnik Diesla YaMZ-8424.10 o mocy 470 KM sprzężony z 9-biegową przekładnią. Kabina pojazdu zapewnia ochronę przed bronią małokalibrową i odłamkami. Podwozie zapewnia niską masę oraz wysoką mobilność pozwalającą na szybki przerzut i łatwy transport na miejsce działań kosztem opancerzenia, co wpisuje się w obowiązujące światowe trendy tworzenia lekkich systemów artyleryjskich.
Małwa jest uzbrojona w haubicoarmatę kalibru 152 mm w wersji 2A64 znanej z 2S19 Msta-S lub 2A88 pochodzącej z nowszej generacyjnie 2S35 Koalicji-SW. Zasięg wynosi około 24,5 km przy szybkostrzelności 7 strzałów na minutę. Na wyposażeniu znajduje się półautomatyczny system ładowania, a sam pojazd zabiera ze sobą zapas 30 nabojów.
Przewidywana jest wersja z armatą kalibru 155 mm dla klientów eksportowych, jednak jej opracowanie ma nastąpić po zakończeniu testów kwalifikacyjnych.

## Służba
Armatohaubica Małwa została użyta bojowo w trakcie rosyjskiej inwazji na Ukrainę. 2 czerwca 2024 roku pojazdy tego typu, należące do 9 Brygady Artylerii rosyjskich sił zbrojnych, zostały wykryte przez ukraiński dron rozpoznawczy w okolicach Biełgorodu.

## Użytkownicy
- Rosja
  - Wojska Lądowe – od października 2023 roku[8]; pierwotnie zakończenie państwowych testów było planowane na koniec 2022 roku[10]